# Jürgen Süßlin
Jürgen Süßlin ist ein ehemaliger deutscher Basketballspieler.

## Werdegang
Süßlin wechselte 1981 aus der eigenen Jugend in die Bundesliga-Mannschaft des MTV 1846 Gießen. Bis 1986 stand er für die Mannschaft in insgesamt 45 Partien auf dem Feld. In den 1990er Jahren trat er mit dem TV Lich in der 2. Basketball-Bundesliga an. Später spielte Süßlin für die TSG Gießen-Wieseck. Bei der TSG war er in den 1980er Jahren ebenfalls als Trainer tätig.